# Point Lookout (Nova Iorque)
Point Lookout é um hamlet e uma região censo-designada da vila de Hempstead no Condado de Nassau, na parte sudoeste de Long Island, no estado norte-americano de Nova Iorque. Possui mais de mil habitantes, de acordo com o censo nacional de 2020.
A região é composta principalmente por casas residenciais, com várias pequenas empresas no Lido Boulevard. É cercada em três de seus lados por água. Atualmente, Point Lookout tornou-se um local popular para residências de verão. Entre seus habitantes, é comumente referida como "PLO".

## Geografia
De acordo com o Departamento do Censo dos Estados Unidos, a região tem uma área de 0,1 km², dos quais 0,7 km² estão cobertos por terra e 0,3 km² (27,9%) por água.

## Demografia
Segundo o censo nacional de 2020, a sua população é de 1 527 habitantes e sua densidade populacional de 2 175,2 hab/km². Seu crescimento populacional na última década foi de 25,3%, bem acima do crescimento estadual de 4,2%.
Possui 855 residências que resulta em uma densidade de 1 217,9 residências/km² e um aumento de 28,4% em relação ao censo anterior. Deste total, 21,9% das unidades habitacionais estão desocupadas. A média de ocupação é de 2,3 pessoas por residência.
A renda familiar média é de 160 093 dólares e a taxa de emprego é de 57,8%.